# Keriambalga, Aland
Keriambalga là một làng thuộc tehsil Aland, huyện Gulbarga, bang Karnataka, Ấn Độ.